# Arkadiusz Bilski
Arkadiusz Bilski (ur. 15 lutego 1973 w Skarżysku-Kamiennej) – polski piłkarz, grający na pozycji pomocnika lub napastnika, a następnie trener. Aktualnie prowadzi Neptuna Końskie. Jeden z głównych podejrzanych w aferze korupcyjnej w polskiej piłce nożnej.
Arkadiusz Bilski pierwsze treningi rozpoczynał w Ruchu Skarżysko, lecz już tydzień później został graczem Granatu Skarżysko-Kamienna. Następnie przeszedł do Stali Stalowa Wola, w której barwach zadebiutował w pierwszej lidze. Później był graczem GKS-u Katowice i KSZO Ostrowiec Świętokrzyski, gdzie znajduje się w „11 wszech czasów” wybranej przez oficjalny serwis internetowy klubu. Następnie Bilski występował w Ceramice Opoczno i ponownie KSZO. W przerwie zimowej sezonu 2002/2003 trafił do Korony Kielce, w której był kapitanem i z którą w sezonie 2004/2005 wywalczył historyczny awans do Ekstraklasy. Piłkarską karierę zakończył w 2006 roku.
Arkadiusz Bilski nie zagrał nigdy w meczu reprezentacji Polski. Wystąpił za to w jednym spotkaniu reprezentacji olimpijskiej.
Po zakończeniu piłkarskiej kariery bez powodzenia kandydował do sejmiku województwa świętokrzyskiego z listy Porozumienia Samorządowego. Był trenerem rezerw Korony, asystentem pierwszego szkoleniowca kieleckiego klubu i opiekunem GKS-u Rudki, później trener drużyn z III ligi: Juventy Starachowice i Spartakusa Daleszyce. Obecnie trener Neptuna Końskie.
Arkadiusz Bilski został oskarżony o udział w aferze korupcyjnej. Przyznał się do zarzucanych mu czynów i zdecydował na dobrowolne poddanie się karze. 13 stycznia 2010 roku został skazany przez Sąd Rejonowy w Kielcach na karę dwóch lat pozbawienia wolności z warunkowym zawieszeniem na okres czterech lat oraz 9,5 tys. zł grzywny.

## Życie prywatne
Arkadiusz Bilski urodził się 15 lutego 1973 roku w Skarżysku–Kamiennej. Ma żonę Marlenę, która prowadzi w Skarżysku–Kamiennej własny salon fryzjerski oraz córkę Wiktorię (ur. 1997). Jest szwagrem Roberta Bilskiego, byłego piłkarza, grającego niegdyś na pozycji bramkarza. Razem z nim w latach 90. występował w Granacie Skarżysko–Kamienna.

## Kariera piłkarska

### Granat Skarżysko (1990–1994)
Arkadiusz Bilski rozpoczynał piłkarską karierę w Ruchu Skarżysko na początku lat 90. Trenował tam tydzień, po czym przeszedł do Granatu Skarżysko–Kamienna. W juniorach grał dwa lata, a następnie trafił do pierwszego zespołu. W sezonie 1992/1993 wraz ze swoim klubem był bliski awansu do drugiej ligi, ale jego drużyna ostatecznie przegrała walkę o pierwsze miejsce z Radomiakiem Radom. Rok później Granat prowadzony przez ukraińskiego szkoleniowca Piotra Kuszłyka ponownie liczył się w walce o promocję do drugiej ligi. Po rundzie jesiennej był wiceliderem, mając w dorobku 22 punkty – dwa mniej od Lublinianki. Wiosną świętokrzyski zespół w piętnastu spotkaniach zdobył 14 punktów i rozgrywki zakończył na 5. miejscu. Bilski był wówczas podstawowym zawodnikiem Granatu.

### Stal Stalowa Wola (1994–1995)
Latem 1994 roku młodym pomocnikiem zainteresował się trener Siarki Tarnobrzeg, Włodzimierz Gąsior i Bilski na tydzień trafił do prowadzonego przez niego zespołu. Nie został jednak zawodnikiem tarnobrzeskiego klubu, lecz na dwa tygodnie przed rozpoczęciem rozgrywek pierwszej ligi przeszedł do Stali Stalowa Wola, którą prowadził wówczas Adam Musiał. W jej barwach zadebiutował 30 lipca 1994 roku, w meczu ze Stalą Mielec. Strzelił w nim dwie bramki, a jego klub wygrał 1:3. Do końca ligowych rozgrywek Bilski był podstawowym zawodnikiem Stali. Zdobył jeszcze sześć innych goli (grał wówczas na pozycji napastnika), jednak nie pomógł drużynie uchronić się przed spadkiem (Stal Stalowa Wola zajęła w sezonie 1994/1995 16, trzecie od końca miejsce w ligowej tabeli; z ligi spadały wówczas cztery drużyny). Po zakończeniu sezonu został okrzyknięty przez media "odkryciem roku".

### GKS Katowice (1995–1996)
Dobre występy w Stali spowodowały, że po spadku drużyny do drugiej ligi, Bilski otrzymał ofertę od trzeciej drużyny pierwszej ligi sezonu 1994/1995 – GKS-u Katowice, z którym podpisał kontrakt. Występy w nowym klubie rozpoczął od gry w podstawowym składzie, jednak po wrześniowym meczu z Amiką Wronki utracił je. Resztę sezonu spędził jako rezerwowy, choć w większości meczów pojawiał się na boisku w drugiej połowie. GKS nie spisywał się już tak dobrze, jak rok wcześniej, i nie powtórzył sukcesu z poprzedniego sezonu – uplasował się na jedenastym miejscu w tabeli, mając tylko jeden punkt przewagi nad strefą spadkową.
Katowicki zespół w sezonie 1995/1996 grał również w Pucharze Zdobywców Pucharów, gdzie odpadł w rundzie kwalifikacyjnej po dwumeczu z Araratem Erywań. W pierwszym spotkaniu pokonał co prawda ormiański klub, a jedną z dwóch bramek strzelił wówczas Bilski, jednak w rewanżu nie sprostał rywalowi. Na początku sezonu 1996/1997 Bilski nadal pełnił rolę rezerwowego, jednak w październikowych i listopadowych pojedynkach grał w pierwszej jedenastce. W GKS-ie został przemianowany na pomocnika i dość często występował na prawym skrzydle, choć czasem grywał jeszcze w linii ataku.

### KSZO Ostrowiec i Ceramika Opoczno (1997–2002)
W przerwie zimowej sezonu 1996/1997 Bilski przeszedł do walczącego o awans do pierwszej ligi KSZO Ostrowiec Św. Jego nowy zespół w rundzie wiosennej spisywał się dobrze i na koniec rozgrywek zajął w tabeli grupy wschodniej drugiej miejsce za Petrochemią Płock i wywalczył historyczną promocję. Pobyt w gronie najlepszych okazał się krótki, bo trwał zaledwie sezon. KSZO uplasował się na siedemnastej, przedostatniej, pozycji i pożegnał się z pierwszą ligą. Bilski wystąpił we wszystkich 34 meczach oraz zdobył jedną bramkę (w czerwcowym pojedynku z Legią Warszawa, który KSZO przegrał 1:3). W kolejnym sezonie piłkarz również występował w ostrowieckim zespole, który w rozgrywkach drugiej ligi zajął czwartą lokatę.
W 1999 roku Bilski przeszedł do Ceramiki Opoczno, która w sezonie 1998/1999 była bliska awansu do pierwszej ligi, jednak przegrała walkę o pierwsze miejsce z Petrochemią. W Ceramice występował przez dwa lata, po czym powrócił do KSZO. 20 października wystąpił w barwach ostrowieckiego zespołu po raz pierwszy od 30 miesięcy. Zagrał wówczas w spotkaniu ze swoim byłym klubem – GKS-em Katowice – i był w nim pierwszoplanową postacią swojej drużyny, która wygrała 1:0. Następnie regularnie pojawiał się na boisku, a w czerwcu 2002 roku wystąpił w dwóch pojedynkach barażowych z Górnikiem Łęczna, które ostrowiecki zespół wygrał kolejno 1:0 i 2:1. W KSZO był jednym z tych piłkarzy, którzy decydowali o sile drużyny. Po zakończeniu rundy jesiennej sezonu 2002/2003 Bilski miał ofertę z Izraela, ale odszedł ostatecznie do Korony Kielce. Kilka lat po transferze przyznał, że "uczynił wtedy dwa kroki wstecz, ale wiedział, że z kieleckim klubem stopniowo będzie piąć się wzwyż piłkarskich rozgrywek".

### Korona Kielce (2003–2006)
W Koronie Bilski zadebiutował w marcowym meczu z Siarką Tarnobrzeg, w którym kielczanie wygrali 5:1, a jedną z bramek strzelił m.in. Brazylijczyk Hermes. W spotkaniu następnej kolejki Korona podejmowała głównego rywala w walce o awans do drugiej ligi – Cracovię. Na trybunach zasiadło 10 tysięcy kibiców, prezes PZPN, działacz UEFA i prezydenci miast. Przed pojedynkiem odbyły się zamknięte treningi z obu stron, żeby rywale niczego nie podpatrzyli. Kielczanie wygrali 1:0 po strzale Bilskiego z rzutu wolnego w 31 minucie. Do końca rozgrywek zdobył jeszcze jedną bramkę, w kwietniowym meczu z Unią Tarnów, zaś Korona ostatecznie przegrała walkę o promocję z Cracovią, tracąc do niej siedem punktów. W sezonie 2003/2004 Bilski wraz z Piotrem Bajerą i Przemysławem Cichoniem stanowił o sile ofensywnej zespołu – w lidze zdobył dziewięć goli (najwięcej w całej drużynie). Zwycięstwo swojemu zespołowi zapewnił w spotkaniach z Sandecją Nowy Sącz i Stalą Stalowa Wola. Jako kapitan zespołu poprowadził Koronę do zajęcia pierwszego, premiowanego awansem do drugiej ligi, miejsca w tabeli oraz ćwierćfinału pucharu Polski, w którym kielczanie odpadli po dwumeczu z Legią Warszawa. Trener Dariusz Wdowczyk określił Bilskiego mianem zawodnika, który umie "pociągnąć zespół".
Sezon 2004/2005 Bilski rozpoczął od występu w meczu z Jagiellonią Białystok, w którym pojawił się na boisku w drugiej części gry, zmieniając w 46 minucie Macieja Wojtasia. Od następnej kolejki powrócił jednak do podstawowego składu Korony. 25 września 2004 roku zagrał w pojedynku z ŁKS-em w Łodzi. W 65 minucie kapitan kielczan „podeptał” zawodnika gospodarzy Arkadiusza Mysonę, który chwilę wcześniej brutalnie go sfaulował. Sędzia pokazał Bilskiemu czerwoną kartkę. Trzy dni później piłkarz został ukarany przez klub karą 1000 złotych, zaś prezes Wiesław Tkaczuk stwierdził, że "takie wypadki nie mają prawa się zdarzać". Wydział Dyscypliny PZPN nałożył na gracza dyskwalifikację w dwóch następnych meczach.
| Występy Bilskiego w Ekstraklasie | Występy Bilskiego w Ekstraklasie | Występy Bilskiego w Ekstraklasie | Występy Bilskiego w Ekstraklasie |
| Sezon                            | Klub                             | Mecze                            | Gole                             |
| -------------------------------- | -------------------------------- | -------------------------------- | -------------------------------- |
| 1994/1995                        | Stal St. Wola                    | 29                               | 8                                |
| 1995/1996                        | GKS Katowice                     | 24                               | 2                                |
| 1996/1997 (j)                    | GKS Katowice                     | 13                               | 0                                |
| 1997/1998                        | KSZO Ostrowiec                   | 34                               | 1                                |
| 2001/2002                        | KSZO Ostrowiec                   | 15                               | 1                                |
| 2002/2003 (j)                    | KSZO Ostrowiec                   | 12                               | 0                                |
| 2005/2006                        | Korona Kielce                    | 22                               | 3                                |
| Razem                            | Razem                            | 149                              | 15                               |

W kwietniu 2005 roku, kilka dni po śmierci papieża Jana Pawła II, doszło do pojednania kibiców Korony, KSZO i Radomiaka Radom, którzy razem uczestniczyli we mszy świętej w Bazylika na Świętym Krzyżu. Mecz derbowy, który odbył się 9 kwietnia w Ostrowcu Świętokrzyskim również przebiegać miał w pokojowej atmosferze, jednak zakończył się demolowaniem stadionu i wyzwiskami przez chuliganów (Korona została ukarana 10 tysiącami grzywny, zaś KSZO dwoma). W samym spotkaniu dominowali piłkarze Korony, którzy przewyższali rywali agresywnością i pressingiem. W 10. minucie na prowadzenie kielczan wyprowadził Bilski, który wykorzystał dokładne podanie Grzegorza Bonina. W drugiej połowie dwa gole strzelił późniejszy król strzelców drugiej i pierwszej ligi, Grzegorz Piechna, czym ustalił wynik meczu na 3:0 dla Korony.
Do końca sezonu Bilski regularnie pojawiał się na boisku. W zaległym spotkaniu 18. kolejki, rozegranej na początku maja, Korona zmierzyła się z Jagiellonią Białystok. Do 79 minuty nie oddała żadnego strzału. Wtedy to uderzenie z rzutu wolnego Bilskiego zapewniło jej cenny remis. 31 maja 2005 roku, Korona pokonała na wyjeździe GKS Bełchatów 2:1 i po raz pierwszy w historii klubu awansowała do Ekstraklasy. Gola dającego zwycięstwo strzelił wówczas wychowanek kieleckiej ekipy, Dariusz Kozubek. Kilka dni wcześniej Bilski został wybrany przez oficjalny serwis internetowy KSZO Ostrowiec Świętokrzyski do "11 wszech czasów".
W swoim pierwszym meczu w Ekstraklasie Korona zremisowała bezbramkowo z Cracovią, zaś Bilski wystąpił wówczas przez 84 minuty, po czym został zmieniony przez Aleksandra Kwieka. W sezonie 2005/2006 grał regularnie, choć tylko w 10 ligowych pojedynkach na boisku przebywał przez cały mecz. Wystąpił między innymi w spotkaniu z Zagłębiem Lubin, które inaugurowało otwarcie nowego, najnowocześniejszego stadionu piłkarskiego w Polsce. Mecz zakończył się remisem 1:1, zaś Bilski zagrał słabo – brakowało mu wyczucia, wiele jego podań był niecelnych. Sam przyznał po pojedynku, "że to Zagłębie szybciej przystosowało się do panujących na nowym stadionie warunków". Miesiąc wcześniej zdobył gola, który w dużym stopniu przyczynił się do awansu Korony do 1/2 finału pucharu Polski. Kielczanie w ćwierćfinale spotkali się z Legią Warszawa i w pierwszym meczu, rozegranym w stolicy, ulegli 0:2. W rewanżu pokonali stołeczny zespół po dogrywce 3:0, zaś pierwszą z bramek zdobył po strzale z ponad 20 metrów Bilski. W swoim debiutanckim sezonie w Ekstraklasie Korona zajęła 5. miejsce, zaś w pucharze Polski odpadło ostatecznie w półfinale. W maju 2006 roku zarząd klubu, dyrektor sportowy Piotr Burlikowski oraz trener Ryszard Wieczorek ogłosili, że kontrakt z Bilskim, który wygasał z końcem czerwca nie zostanie przedłużony. Z tego powodu latem piłkarz zakończył piłkarską karierę. W pierwszej lidze (obecnie Ekstraklasie) rozegrał łącznie 149 spotkań i zdobył 15 bramek.

## Kariera trenerska

### Korona Kielce (2006–2008)
Po zakończeniu piłkarskiej kariery Bilski został wraz z byłym zawodnikiem Korony, Arkadiuszem Kaliszanem, trenerem trzecioligowego zespołu rezerw kieleckiego klubu. 7 maja 2007 roku z funkcji trenera pierwszego zespołu został zwolniony Ryszard Wieczorek. Powodem tej decyzji były słabe wyniki drużyny, a przede wszystkim styl i postawa zespołu, która była daleka od oczekiwań zarządu. Ówczesny właściciel klubu Krzysztof Klicki oraz jego prezes Wiesław Tkaczuk przyznali, że Wieczorek, który w Koronie pracował dwa i pół roku, był najlepszym trenerem w jej historii. Na jego miejsce powołano Arkadiusza Kaliszana, zaś drugim trenerem został Bilski. W pierwszym meczu pod wodzą nowego duetu szkoleniowców Korona uległa u siebie Cracovii 1:2, choć za zaprezentowała się lepiej niż w ostatnich spotkaniach, które prowadził jeszcze Wieczorek. Do końca sezonu kielczanie rozegrali jeszcze sześć innych meczów, w których odnieśli jedno zwycięstwo, zanotowali jeden remis i przegrali cztery razy. W ligowej tabeli uplasowali się na siódmym miejscu. Po zakończeniu rozgrywek, 15 czerwca 2007 roku, funkcję pierwszego trenera objął, prowadzący wcześniej Legię Warszawa, Jacek Zieliński. Drugim szkoleniowcem został Kaliszan, któremu do 28 marca 2008 roku (natychmiastowe zwolnienie z powodu zatrzymania przez Centralne Biuro Antykorupcyjne) pomagał Bilski.

### GKS Rudki i Juventa Starachowice (2008–2011)
W czerwcu 2008 roku Bilski został pierwszym trenerem GKS-u Rudki. W pierwszym ligowym meczu pod jego wodzą, piłkarze czwartoligowego zespołu przegrali u siebie z Juventą Starachowice 0:4. Następnie pokonali Spartakusa Daleszyce 2:1, a do końca sezonu zwycięskie mecze przeplatali remisami i porażkami (bilans meczów 9–6–15; bramki 28–42). Ze swoim klubem Bilski zajął 14, trzecie od końca miejsce w tabeli IV ligi grupy świętokrzyskiej. W czerwcu 2009 roku objął trzecioligową Juventę Starachowice. Na stanowisku trenera zastąpił pracującego wcześniej przez dwa lata Jerzego Rota. 
W związku z decyzją o 3-letniej dyskwalifikacji, podjętej przez Trybunał Piłkarski PZPN, Arkadiusz Bilski przestał pełnić rolę trenera.

### Późniejsza kariera (od 2014)
Od lipca 2021 do końca rundy jesiennej sezonu 2024/2025 był trenerem IV ligowego Neptuna Końskie. 
W rundzie wiosennej sezonu 2024/2025 został trenerem Arki Pawłów, występującej w IV lidze świętokrzyskiej.

## Afera korupcyjna
"Sądzę, że afera korupcyjna miała duży wpływ na jego decyzję o odebraniu sobie życia. Zaledwie tydzień temu rozmawiałem z nim, jak czuje się z tym piętnem. Mówił, że sobie nie radzi i nie może się z tym pogodzić. Pożegnałem się z nim, mając nadzieję, że wszystko się ułoży. Gdy dowiedziałem się, że nie żyje, byłem w szoku"

Arkadiusz Bilski został oskarżony o korumpowanie i usiłowanie korumpowania sędziów, obserwatorów PZPN i zawodników drużyn rywalizujących z Kolporterem Koroną w lidze. Piłkarz przyznał się do zarzucanych mu czynów i zdecydował na dobrowolne poddanie się karze. Zarzuty wobec byłego zawodnika dotyczyły 23 meczów rundy jesiennej i wiosennej sezonu piłkarskiego 2003/2004, kiedy Korona walczyła o awans do II ligi.
Według byłego kapitana kieleckiego klubu zawodnicy zdecydowali się składać na łapówki dla sędziów, bo widzieli jak w poprzednim sezonie arbitrzy podczas meczów faworyzowali Cracovię, która rywalizowała z Kolporterem Koroną o awans. Bilski wyjaśniał, że w rundzie jesiennej piłkarze składali się na łapówki sporadycznie, były to drobne sumy. Z sędziami kontaktował się kierownik drużyny, Paweł Wolicki. W rundzie wiosennej sprawa była już dobrze zorganizowana. Zawodnicy oddawali premie meczowe oraz dodatkowe pieniądze, które trener Dariusz Wdowczyk przekazywał Andrzejowi Blasze – ten miał być łącznikiem między zawodnikami i trenerem a korumpowanymi sędziami i obserwatorami PZPN.
Bilski wyjaśnił również, że po pewnym czasie zawodnicy Kolportera Korony zbuntowali się, bo kwoty składek rosły, a oni nie byli pewni, czy pieniądze były rzeczywiście przekazywane arbitrom. Piłkarze w rundzie wiosennej sami próbowali ustawić mecz z Siarką Tarnobrzeg i przekupić kilku zawodników przeciwników, ale ostatecznie do tego nie doszło. Wówczas trener wrócił do współpracy w procederze korupcyjnym z Andrzejem Blachą. Bilski stwierdził też, że udział piłkarzy w procederze sprowadzał się do składek, a reszta odbywała się poza nimi. Były kapitan zespołu Kolportera Korony przyznał, że wiedział, na co idą składki.
Arkadiusz Bilski został zatrzymany przez funkcjonariuszy Centralnego Biura Antykorupcyjnego 27 marca 2008 roku. Następnego dnia został w trybie natychmiastowym zwolniony z funkcji drugiego trenera Kolportera Korony. 13 stycznia 2010 roku został skazany przez Sąd Rejonowy w Kielcach na karę dwóch lat pozbawienia wolności z warunkowym zawieszeniem na okres czterech lat oraz 9,5 tys. zł grzywny.